# Atacul Titanilor
Atacul Titanilor (進撃の巨人 Shingeki no Kyojin?) este o serie anime și manga  scrisă și ilustrată de Hajime Isayama. Seria a început în revista companiei Kodansha,  Bessatsu Shōnen Magazine pe 9 septembrie 2009, numărând 34 de volume tankōbon în aprilie 2021. Acțiunea este situată într-o lume în care omenirea trăiește în orașe înconjurate de ziduri enorme; o apărare împotriva Titanilor, giganți umanoizi care se hrănesc cu oameni, aparent fără motiv. Povestea îi are ca protagoniști, inițial, pe  Reiner Braun și prietenul său din copilărie Bertholdt Hoover, care se înscriu în armată deși erau războinici pe ascuns, pentru a lupta împotriva Titanilor .După ce orașul de origine al lui Eren Jeager este invadat de titani în anul 845 ,mama lui Eren este ucisă de un titan.Cu toate acestea, pe măsură ce povestea progresează și adevărul cu privire la originea Titanilor se relevă  cititorului, narațiunea se schimbă, pentru a cuprinde personaje precum Historia Reiss, liderul de echipă Levi, Grisha, tatăl lui Eren, și alte personaje secundare.
Seria de roman spin-off Înainte de Cădere a început în decembrie 2011 și a primit o adaptare manga. Încă două serii de romane și patru serii spin-off de manga au fost de asemenea create. O adaptare anime televizată produsă de Studio Wit și de Producție I. G, iar din 2021 de MAPPA a fost difuzată în Japonia pe MBS între aprilie și septembrie 2013 și un al doilea sezon al seriei a avut premiera în aprilie 2017. Lansarea a patru jocuri video  adaptate  de Nitroplus  în colaborare cu Producție I. G a fost anunțată  ca și conținut bonus pentru cel de-a treilea și al șaselea volum de Disc Blu-ray al seriei anime, împreună cu un alt joc creat de Spike Chunsoft pentru Nintendo 3DS. O adaptare live-action în două părți , Attack on Titan si Attack on Titan: Sfârșitul Lumii, și o serie-web live-action au fost lansate în 2015. O adaptare anime seriei de manga spin-off, Junior High a început să fie difuzată în luna octombrie 2015. Atacul Titanilor și toate cele cinci manga spin-off sunt publicate în America de Nord de Kodansha Comics USA și în România de Nemira începând din 2023, în timp ce cele trei romane sunt publicate de către Vertical. Seria anime a fost licențiată de către Crunchyroll.
Atacul Titanilor se bucură de un mare succes în domeniul comercial. În aprilie 2017, s-au tipărit 66 de milioane de exemplare .. Odată cu lansarea adaptării anime, a sporit popularitatea seriei, primind aprecieri din partea criticilor pentru atmosferă și poveste.  Deși, de asemenea, a câștigat faima în țările vecine din Asia, tema seriei a constituit un subiect de controversă.

## Rezumat
Articol principal:Lista caracterelor din Atacul Titanilor